# Karl H. Wiik

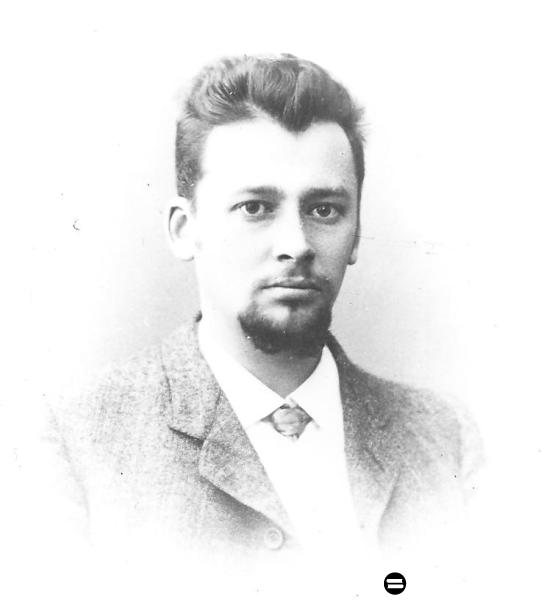
K. H. Wiik.

Karl Harald Wiik, född 13 april 1883 i Helsingfors, död där 29 juni 1946, var en finlandssvensk revolutionär socialistisk politiker.

## Biografi
K. H. Wiik inledde sin politiska bana som student 1901 när han anslöt sig till Finlands svenska arbetarförbund och året därpå valdes han som 19-åring till dess ordförande. Han började också sin verksamhet som publicist genom att medverka i svenskspråkiga arbetartidningar. Efter storstrejken 1905 började han figurera också i finskspråkiga organisationer. Han var även styrelsemedlem i den antikyrkliga föreningen Prometheus.
Till en början var Wiik moderat socialdemokrat, men utvecklades snart till marxist. I ungdomen dämpades det doktrinära draget av rivaliserande sympatier. Förutom band till både mensjevikerna och bolsjevikerna i Ryssland drogs han till syndikalismen och även till jägarrörelsen.
Wiik valdes till Socialdemokratiska partiets partistyrelse 1910. Efter att ha avslutat sina studier ställde han upp i lantdagsvalet 1911 och blev invald. 1918 var han sekreterare i lantdagens utrikesutskott. Han var lantags- och riksdagsman 1911–1918, 1922–29, 1933–41 och från 1944 till sin död. Mellan 1926 och 1936 var han socialdemokraternas partisekreterare. 1940 uteslöts han ur partiet för sin prosovjetiska linje och fängslades 1941–44. Från 1944 var han ordförande i Demokratiska förbundet för Finlands folk.
Wiik gifte sig 1925 med Anna, född Forsström. Paret var barnlöst. Allmänt känd är också en romans mellan Wiik och Alexandra Kollontaj 1915.

## Politisk bana
På uppdrag av Socialdemokratiska partiets styrelse skickades K. H. Wiik tillsammans med Otto Ville Kuusinen och Edvard Gylling till Sankt Petersburg för att underhandla med mensjevikledare om den situation som uppstått på grund av förryskningen och världskriget. De väckte frågan om självständighet och fick ett vänligt men negativt svar. Efter återkomsten till Helsingfors började trion utarbeta en broschyr om förhållandet mellan Finland och Ryssland. De var överens om att Finlands ställning inte skulle förbättras nämnvärt av att tsaren störtades, och förespråkade autonomi eller självständighet. Efter tsarens fall blev broschyren inaktuell och publicerades aldrig, men under arbetet hade man dragit upp riktlinjer för partiets syn på självständighet och den utgjorde den principiella grunden för partiets senare ställningstaganden. Tillsammans med Edvard Gylling och Kullervo Manner förhandlade Wiik jultredjedagen 1917 i Smolna med Lenin om Finlands självständighet och fick löfte om denna.
I samband med finska inbördeskriget hörde Wiik till dem som motsatte sig en revolution eftersom han ansåg att utsikterna att lyckas var obefintliga. Han varnade förgäves för att företaget skulle sluta i nederlag. När partiet 28 januari 1918 beslöt att tillgripa revolution avgick han ur partistyrelsen. Ett par medlemmar ville inte bevilja honom avsked. På grund av hans kompetens och språkkunskaper ville man engagera honom i internationella uppgifter, vilket han dock ej åtog sig.
När upprorets underkuvande närmade sig planerade Wiik att hålla sig undan den första tiden för att sedan, när förhållandena blivit mera ordnade, underkasta sig laga undersökning och dom. Han räknade med ett par års fängelse, vilket han fann mer tilltalande än att fly till Ryssland. Efter den röda regimens fall höll han sig gömd hos vännerna Ivar Hörhammar och Arvid Mörne. När Hörhammar 1919 togs i förhör anmälde han sig hos polisen för att hans vän inte skulle råka illa ut. Själv släpptes han dock efter tre veckors förhör. Han verkade som redaktör för Arbetarbladet 1920–21, gav ut Sosialidemokraattinen aikakauslehti (Socialdemokratisk tidskrift) och arbetade tillsammans med sin fru med att organisera Arbetarrörelsens arkiv. Han fungerade som föreståndare för Arbetararkivet 1910–29.
Tillfrågad av Hertta Kuusinen om han ville bli medlem i Finlands kommunistiska parti föredrog han att avvakta ”med hänsyn till dess tvivelaktiga förhållande till socialismen”. Vad han saknade var en klar bekännelse till ”en av socialistisk anda genomsyrad republik”. Hans programförslag ansågs dock alltför socialistiskt av kommunisterna, som fann det taktiskt lämpligare att nöja sig med en bekännelse till demokratin. Det var också socialdemokraternas bristande marxism som fick honom att lämna posten som partisekreterare 1936.
Wiik tillhörde de så kallade sexlingarna som förde en prosovjetisk politik och uteslöts därför 1940 ur partiet och dess riksdagsgrupp. Tillsammans med sina kamrater bildade han den kortlivade Socialistiska riksdagsgruppen. Han och de övriga sexlingarna fängslades 1941 för sitt obevekliga motstånd mot fortsättningskriget. Efter kriget deltog han i grundandet av Demokratiska förbundet för Finlands folk 1944 och blev dess första ordförande.